# 곡성 당동리 산성
곡성 당동리 산성(谷城 堂洞里 山城)은 대한민국 전라남도 곡성군 죽곡면에 있는 삼국시대의 산성이다. 2006년 12월 27일 전라남도의 기념물 제236호로 지정되었다.

## 개요
당동은 죽곡면의 남서부에 있는 마을로 예봉을 등지고 있고, 남쪽에는 보성강이 크게 곡류하면서 형성된 평지가 펼쳐져 있다. 당동리성은 죽곡의 당동리와 석곡의 능파리의 경계지점인 예봉과 그 남쪽에 있는 구릉의 능선상에 있다. 당동리성은 석성으로 성벽의 대부분은 붕괴되었고 내부에는 와편이 산재되어 있다. 남쪽 중앙부에는 우물터와 망태터가 있고, 북서쪽 모서리 성벽은 민묘의 호석으로 이용되고 있다. 성벽은 남쪽에 비해 북쪽이 잘 남아 있는데 가장 잘 남아있는 부분은 폭 5m 높이 10m이고 그 둘레는 약 500m 정도이다.

## 참고 자료
- 곡성당동리산성 - 국가유산청 국가유산포털